# 斯青寺
斯青寺，又译“色青寺”，位于西藏自治区日喀则市仲巴县偏吉乡斯青村，是一座藏传佛教寺院。

## 简介
斯青寺位于西藏自治区日喀则市仲巴县偏吉乡斯青村，为藏传佛教寺院。该寺是仲巴县最知名的寺院之一，其他该县藏传佛教寺院还有扎东寺、南木拉寺、麦嘎寺等等。